# Conservação de cavernas
A conservação de cavernas é o ato de proteção e restauração de cavernas, com o objetivo de prevenir ou minimizar alterações pela ação humana.
Algumas cavernas possuem áreas frágeis, que podem ser alteradas por diferenças nos níveis de luminosidade, umidade, temperatura ou fluxo de ar.  
Por exemplo, os espeleotemas crescem devido a presença de água nas superfícies das cavernas e a umidade do ar delas. Porém, cavernas que são constantemente iluminadas estão propensas a terem o crescimento de algas dentro delas, ocorrendo alterações na aparência e na ecologia.  
Logo, a mudança por conta do grande número de visitantes, mudanças no fluxo de ar da caverna e mudanças na hidrologia podem alterar o desenvolvimento destes espeleotemas. 
Os espeleotemas podem ter uma taxa de crescimento lenta, portanto, é visível a ação humana nas cavernas por meio da remoção destes ou por conta da movimentação dentro das cavernas, muitas vezes estas consequências serão vistas por várias gerações de interação humana que estão por vir.
A presença de carboneto de cálcio em  lâmpadas resultou em marcas de fuligem e o espalhamento de carboneto utilizado descartado. A utilização de lâmpadas elétricas evita estes problemas.

## Conservação de cavernas por região

### Brasil
O governo brasileiro criou o Centro Nacional de Pesquisa e Conservação de Cavernas (ICMBio/Cecav) em 1997, com o objetivo de conservar cavernas e desenvolver estudos científicos.
O ICMBio tem projetos como:
- Inventariar patrimônios espeleológicos
- Monitorar e avaliar impactos causados nos patrimônios espeleológicos
- Avaliar o risco de extinção de espécies da fauna cavernícola

Além de existir leis e artigos que garantam a preservação de cavernas brasileiras. Como a Lei Complementar nº 140, de 08/12/2011, que garante a preservação e não poluição de cavernas, que são vistas como paisagens naturais notáveis.

### Nova Zelândia
Membros da Sociedade Espeleológica da Nova Zelândia (New Zealand Speleological Society [NZSS]), uma organização recreativa de espeleologia, promovem a conservação de cavernas. O Departamento de Conservação (Department of Conservation [DOC]) é responsável pela administração de cavernas terrestres e desenvolveu uma política de gestão das cavernas e carstes. O DOC publica o "Código de cuidados com as cavernas" que, por sua vez, se baseia em parte na ética de espeleologia das NZSS.

### Reino Unido
A Associação Britânica de Pesquisa em Cavernas (British Cave Research Association) administra o Fundo de Emergência para Conservação de Cavernas do Reino Unido (United Kingdom Cave Conservation Emergency Fund [UKCCEF]), que é um fundo de caridade para a proteção de cavernas e suas características. Os objetivos são:
- Auxiliar na publicação de material destinado a promover a conservação de cavernas, e suas características, e promover a conservação de sítios ou grupos específicos de cavernas
- Ajudar na proteção física das características dentro de uma caverna ou grupo específico de cavernas
- Dar assistência em obras destinadas a manter o acesso a uma caverna ou parte dela, mas não apenas para auxiliar a exploração
- Auxiliar na aquisição de terrenos ou propriedades quando essa aquisição se destina a garantir a proteção ou a manutenção do acesso a uma ou mais cavernas.

A Associação Nacional De Espeleologia (National Caving Association) tem um código de conservação de cavernas com as seguintes recomendações: 
- Cave com cuidado e dentro das suas capacidades
- Mantenha-se dentro das rotas marcadas e não atravessar as fitas e barreiras de conservação
- Proteja a vida selvagem das cavernas e não perturbe os morcegos
- Não polua a caverna, não deixe pertences para trás
- Vestígios arqueológicos e outros não devem ser perturbados
- Não interfira com o equipamento científico
- Dê um bom exemplo para os outros
- Evite tocar ou danificar as formações
- Leve com você apenas fotografias
- Cumpra quaisquer requisitos de acesso
- Respeite os direitos e a privacidade dos proprietários das terras

### Estados Unidos
A Sociedade Nacional de Espeleologia (National Speleological Society) acredita:
- As cavernas têm valores científicos, recreativos e cênicos únicos
- Estes valores estão sendo ameaçados por vandalismo intencional e descuido
- Estes valores, uma vez eliminados, não podem ser recuperados
- A responsabilidade de proteger as cavernas deve ser atribuída àqueles que as estudam e apreciam.
- Uma frase comum sobre espeleologia feita de forma ética é: "não tire nada além de fotos, não deixe nada além de pegadas, não use nada além de tempo."

Entidades que também estão envolvidas na conservação de cavernas:
- Butler Cave Conservation Society
- Cave Research Foundation
- Southeastern Cave Conservancy (Conservação da Caverna do Sudeste)

### Índia
A Organização Nacional de Pesquisa e Proteção de Cavernas (National Cave Research and Protection Organization) tem como função proteger as cavernas e explorá-las com objetivos científicos para conhecê-las melhor.